# Jacques Morizot
Pour les articles homonymes, voir Morizot.
Jacques Morizot, né en 1949 à Chambéry, est un enseignant de philosophie français, spécialiste d’esthétique et de philosophie de l’art, professeur à l'Université d'Aix-Marseille.

## Biographie
Agrégé de philosophie en 1974, professeur à l’Université Paris VIII (1996-2007) puis à l’Université d'Aix-Marseille (depuis 2007), il est l’un des représentants de l’esthétique « analytique » en France. Grand lecteur de Nelson Goodman, il a traduit son œuvre majeure Langages de l’art (1990).

Dans La philosophie de l’art de Nelson Goodman (1996), il explique que, pour Goodman, « l'art devient laboratoire pour une vision élargie de la symbolicité et de l'humanité, guide d'une géographie de l'esprit que ses devanciers abordaient de préférence à partir de l’épistémologie ou de la psychologie ». Il y défend l'idée que Langages de l'art « est une des tentatives les plus amples et les plus conséquentes d'appréhension des symboles comme enjeu épistémique et de cet enjeu comme réorientation féconde de la recherche esthétique ».

Ses travaux sur l’image, la représentation et la question de la « dépiction » font autorité en France. Par ses traductions, il a introduit en langue française plusieurs penseurs anglophones tels que Jenefer Robinson, Richard Wollheim, John Hyman et Dominic Lopes.

Les thèmes majeurs de ses recherches sont l’héritage et les limites du paradigme de la symbolisation en esthétique ; le tournant cognitif en esthétique ; l’importance accordée à la vulgarisation et à la diffusion des tendances esthétiques récentes.

## Œuvres
- La philosophie de l’art de Nelson Goodman, coll. « Rayon Art », Éditions Jacqueline Chambon, 1996.
- Sur le problème de Borges. Sémiotique, ontologie, signature, coll. « Esthétiques », Éditions Kimé, 1999.
- Questions d’esthétique, (en collaboration avec Jean-Pierre Cometti et Roger Pouivet), coll. « Premier cycle », Éditions des Presses universitaires de France, 2000.
- Interfaces : texte et image, Éditions des Presses de l’Université de Rennes, reprise de 7 articles récents, 2004.
- Esthétique contemporain, art, représentation et fiction, textes réunis par Jean-Pierre Cometti, Jacques Morizot et Roger Pouivet, Vrin, 2005.
- Qu’est-ce qu’une image ?, coll. « Chemins philosophiques », Vrin, 2005.
- (Avec Roger Pouivet), La philosophie de Nelson Goodman, coll. « Repères philosophiques », Vrin, 2011.
- Goodman: modèles de la symbolisation avant la philosophie de l'art, Vrin, 2012.
- Sous la codirection, Dictionnaire d’esthétique et de Philosophie de l’art, en codirection avec Roger Pouivet, Armand Colin, 2e édition revue et augmentée 2012 (2007).
- Sous la direction, Art : Changer de conviction, actes du colloque de novembre 2003, L’Harmattan, 2004.
- Sous la codirection pour les entrées “ Esthétique et philosophie de l’art ” (environ 130 entrées), Grand Dictionnaire de la Philosophie (sous la direction générale de Michel Blay), CNRS / Larousse, 2003.